# 圣马克 (佛罗里达州)
圣马克（英語：St. Marks），是美国佛罗里达州沃庫拉縣下属的一座城市。建立于1963年。面积约为5平方公里（约合1.9平方英里）。根据2010年美国人口普查，该市有人口293人。论人口在本州排行第386。